# Qué! (revista)
Qué sucedió en 7 días fue una revista argentina fundada el 8 de agosto de 1946 por Rogelio Julio Frigerio y Baltazar V. Jaramillo, la cual fue clausurada al año siguiente por el gobierno de Juan Domingo Perón, y reabierta por Frigerio en 1955 tras el derrocamiento del gobierno. Gozó de gran éxito editorial en su momento, debido a su innovación periodística como por su aspecto estético, sirvió como medio de debate por parte del desarrollismo, que terminaría gobernando el país entre 1958 y 1962.
La publicación contó con columnas escritas por Oscar Andino, Eduardo Aragón, Vicente Fatone,  Delia de Jaramillo, José Marcel, Elena Moles, Ricardo Ortiz, Ernesto Sabato, Arturo Jauretche y Raúl Scalabrini Ortiz, cartas de lectores de Rodolfo Walsh, además de las historietas de Garaycochea.

Frondizi provenía de un partido que se había caracterizado por alimentar sentimientos nacionales  populares que no habían tenido traducción a propuestas eficaces para el país. Esa confusión enfrentó al radicalismo con el peronismo y fragmentó lo que hubiese debido estar unido sobre la base de un programa nacional. Nos propusimos modificar ese desencuentro con una nueva propuesta... En Qué! congregamos el equipo.
Rogelio Frigerio.

## Historia

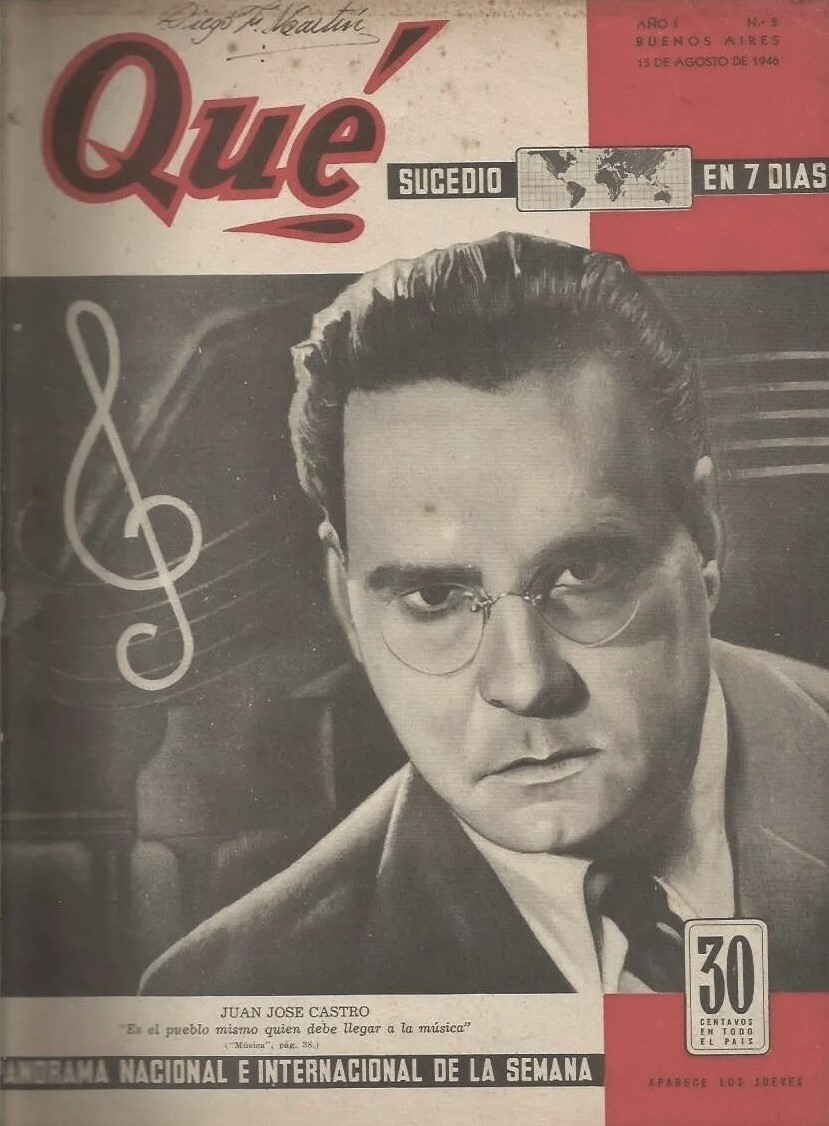
Juan José Castro (1946)

De su militancia en el Partido Comunista, Rogelio Julio Frigerio conoció a Baltazar Jaramillo, Marcos Merchensky, Narciso Machinandiarena y Eduardo Aragón Aguirre, con quienes fundó la revista Qué! en 1946. Frigerio abandonó la redacción por los tintes contrarios al gobierno de Juan Domingo Perón que estaba cobrando la misma. La edición número cincuenta y siete de la publicación contenía una entrevista con Libertad Lamarque, donde la actriz contó su complicada relación con Eva Perón, por ello un oficial se presentó a la publicación y mando a guillotinar los ejemplares. Acto seguido Raúl Apold, secretario de medios de Perón, pacto con los sindicatos para impedir que la revista siguiera editando nuevos números. El cierre de la publicación produjo el suicidio de su director Baltasar Jaramillo, amigo íntimo de Frigerio.
Arturo Frondizi y Rogelio Frigerio se conocieron cuando este último estaba trabajando en la revista Qué! en el año 1956, desde allí congeniaron en sus ideas desarrollistas. Para su momento, Qué! contó con una circulación bastante exitosa, y sirvió como exponente de los ideales desarrollistas, siendo destacable la actuación de esta publicación para la victoria de Frondizi en 1958.
Qué! tuvo un punto de vista crítico hacía la gestión de Arturo Illia, posiblemente por sus medidas tendientes que favorecer a los sectores agros, que si bien las mismas tuvieron notable éxito, no coincidían con el modelo industrializador planteado por el gobierno constitucional anterior.
En febrero de 2014 en la Biblioteca Nacional de la República Argentina se desarrolló una exposición con material del archivo periodístico de la revista Qué!, guardado en la biblioteca.